# Médiathèque Croix-Rouge
La  médiathèque Croix-Rouge est une médiathèque du réseau Bibliothèque municipale de Reims, en France, installée dans une architecture publique construite en 2003 par les architectes Lipa et Serge Goldstein.

## Localisation
La médiathèque est située dans le quartier  Quartier Croix-Rouge. Son adresse postale est 19 Rue Jean Louis Debar. 
Le site est desservi par l’arrêt « Médiathèque  Croix-Rouge» de la ligne A du tramway de Reims ou la ligne de bus 7.

## Historique
En 1997 la municipalité de Reims a adopté un plan de développement de la lecture  publique qui s’est traduit par la construction de deux médiathèques, l’une en centre ville (la Médiathèque Jean Falala) et l’autre dans les quartiers sud (la Médiathèque Croix-Rouge), qui ont toutes deux ouvert en 2003 et par la rénovation de sa bibliothèque d’étude consacrée au patrimoine (Carnegie), rouverte en 2005.

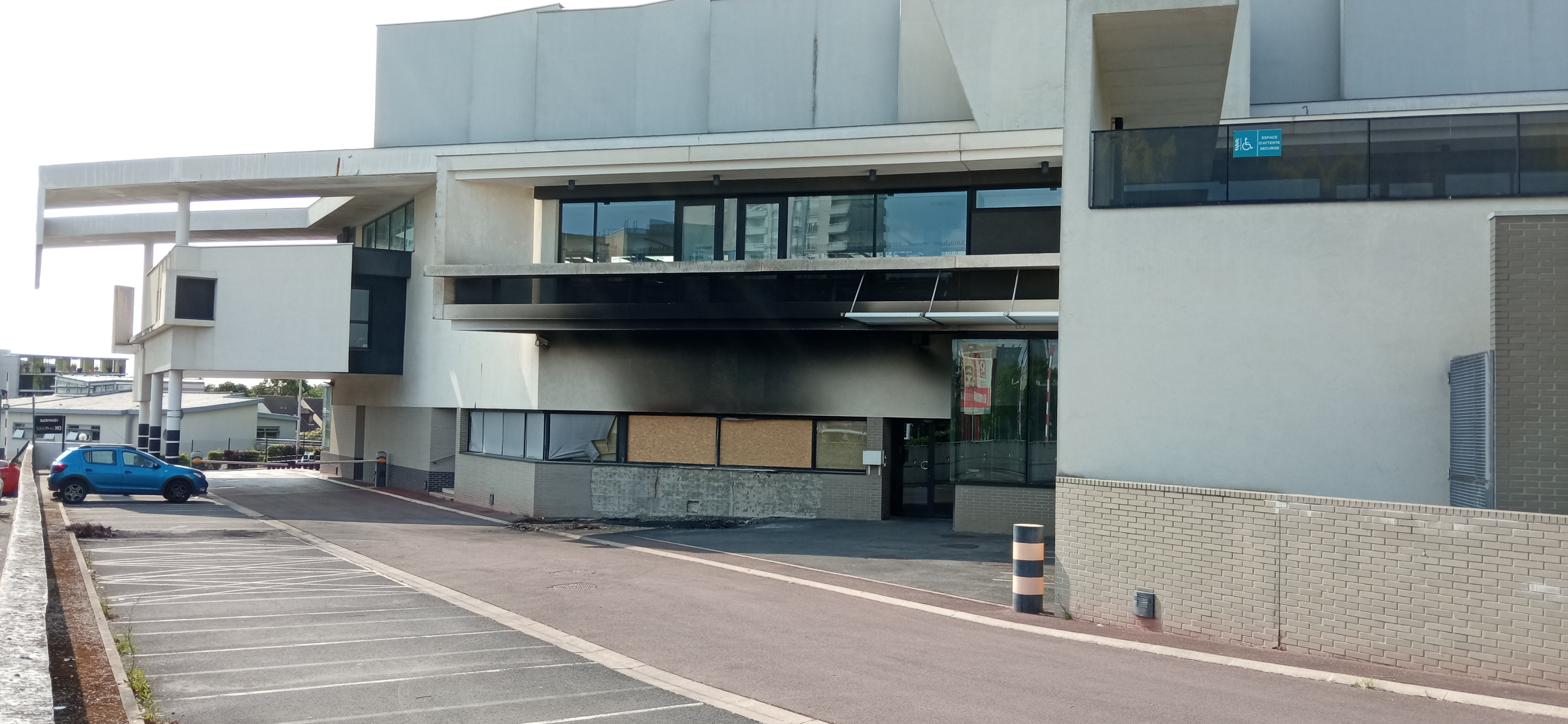
Endommagée lors des émeutes consécutives à la mort de Nahel Merzouk.

## Architecture du bâtiment
Le bâtiment de  2100 m2, est dessiné par les architectes Lipa et Serge Goldstein en forme de rostre.

## Services et activités

### Offre documentaire et encyclopédique
La médiathèque Croix-Rouge dispose de ? ouvrages.

### Missions socio-éducatives
En plus de l’offre documentaire et encyclopédique, la médiathèque Croix-Rouge assure des missions socio-éducatives spécifiques : desserte scolaire (bibliobus, prêt de livres aux enseignants), et espace emploi, insertion, formation (documentation liée à la recherche d’emploi, préparation des concours, connaissance de l’environnement social, économique, les formations et les métiers). Présentation et animation d'art, par des expositions, d'auteurs.

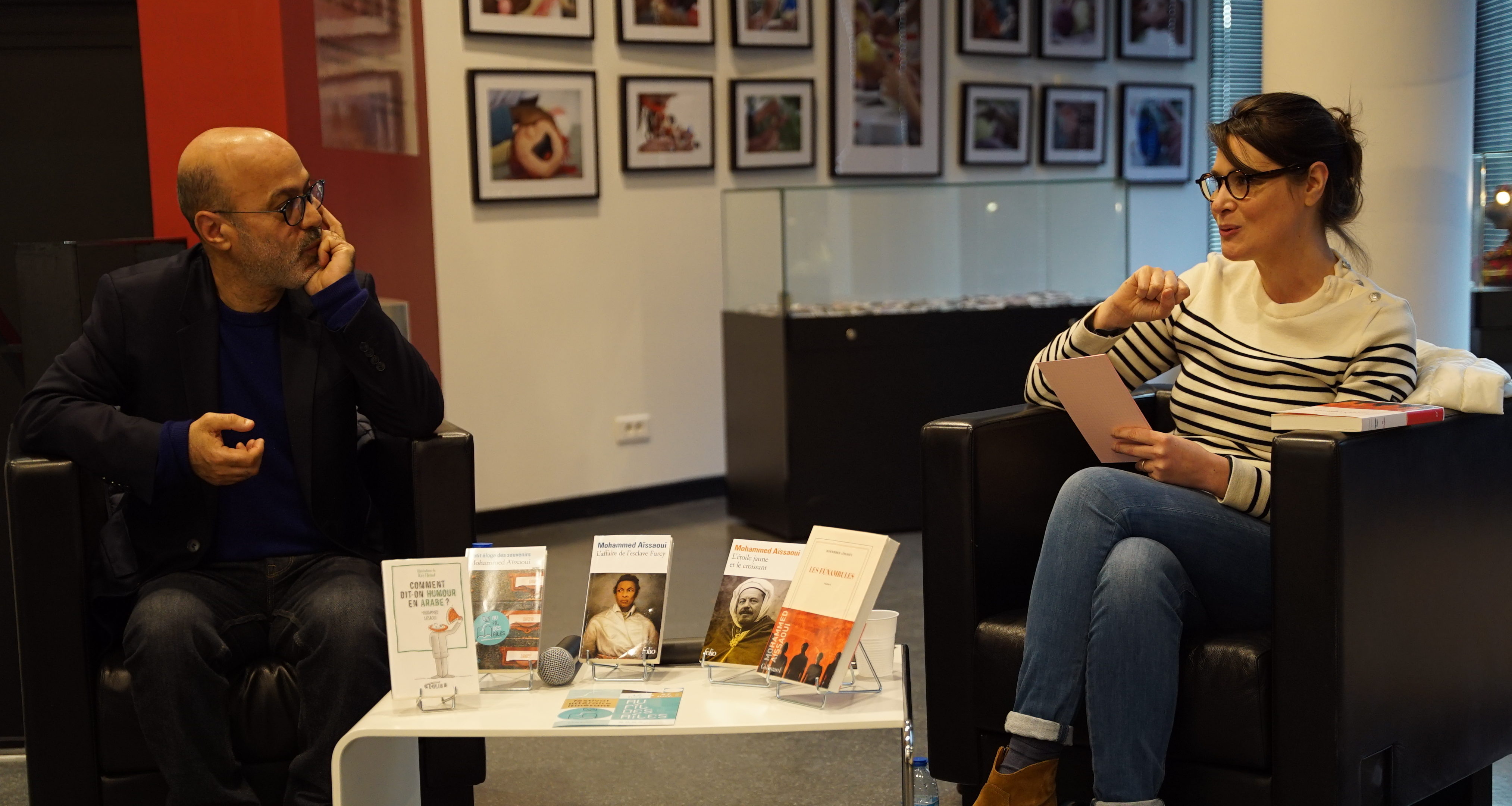
Rencontre avec Mohammed Aïssaoui,
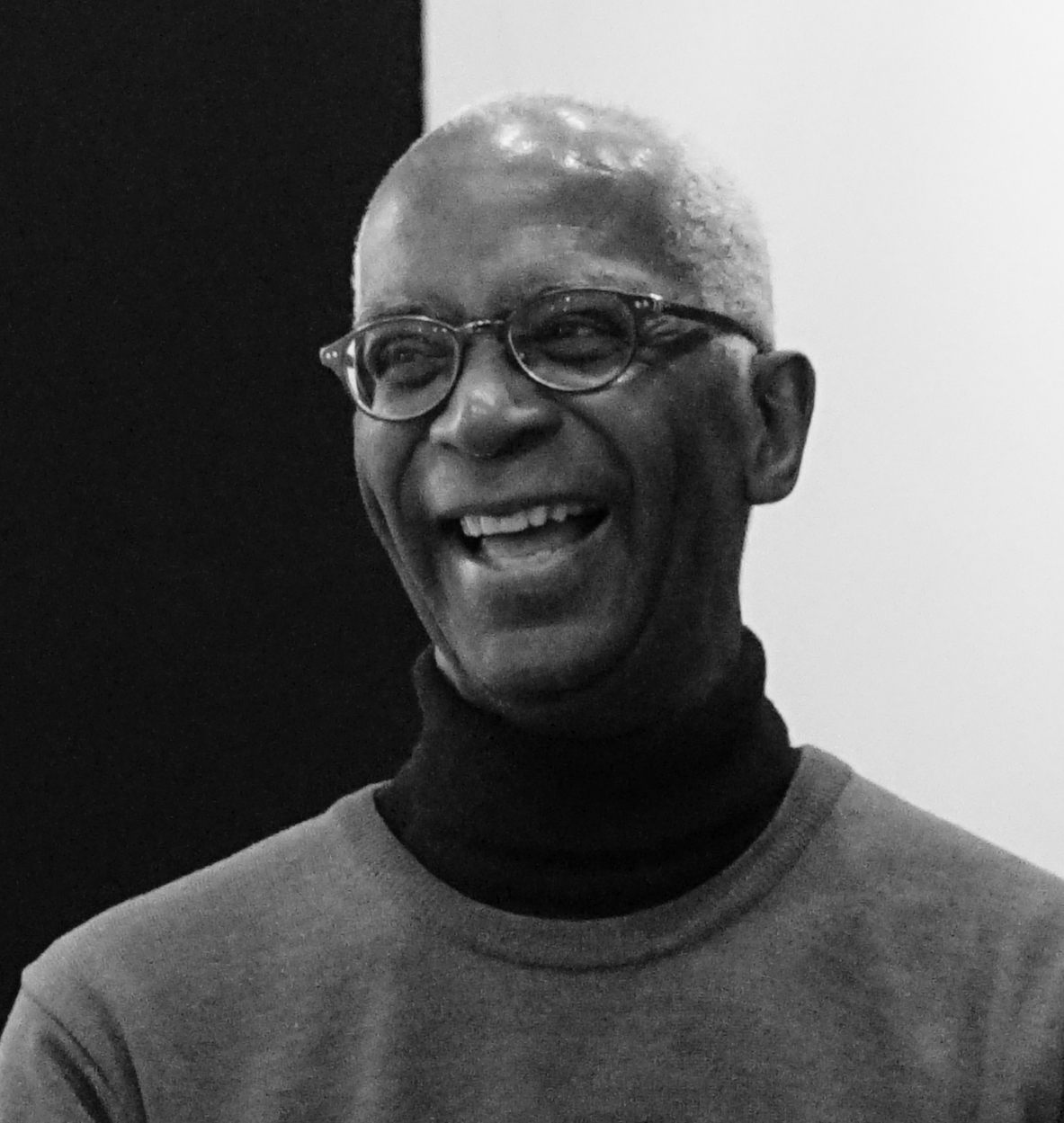
Daniel Maximin ;
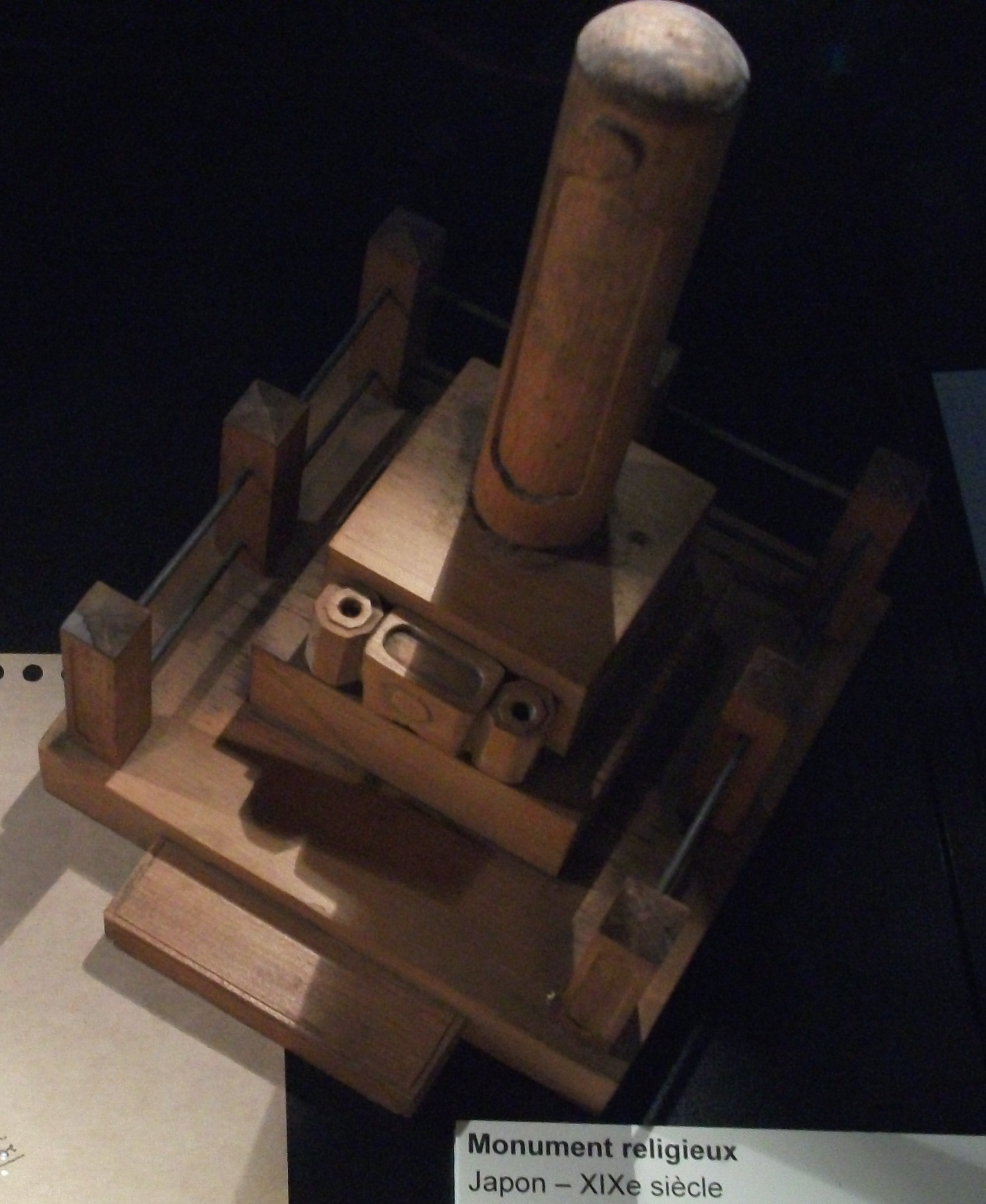
exposition hommage aux dégâts du séisme de 2016 à Fukushima ;
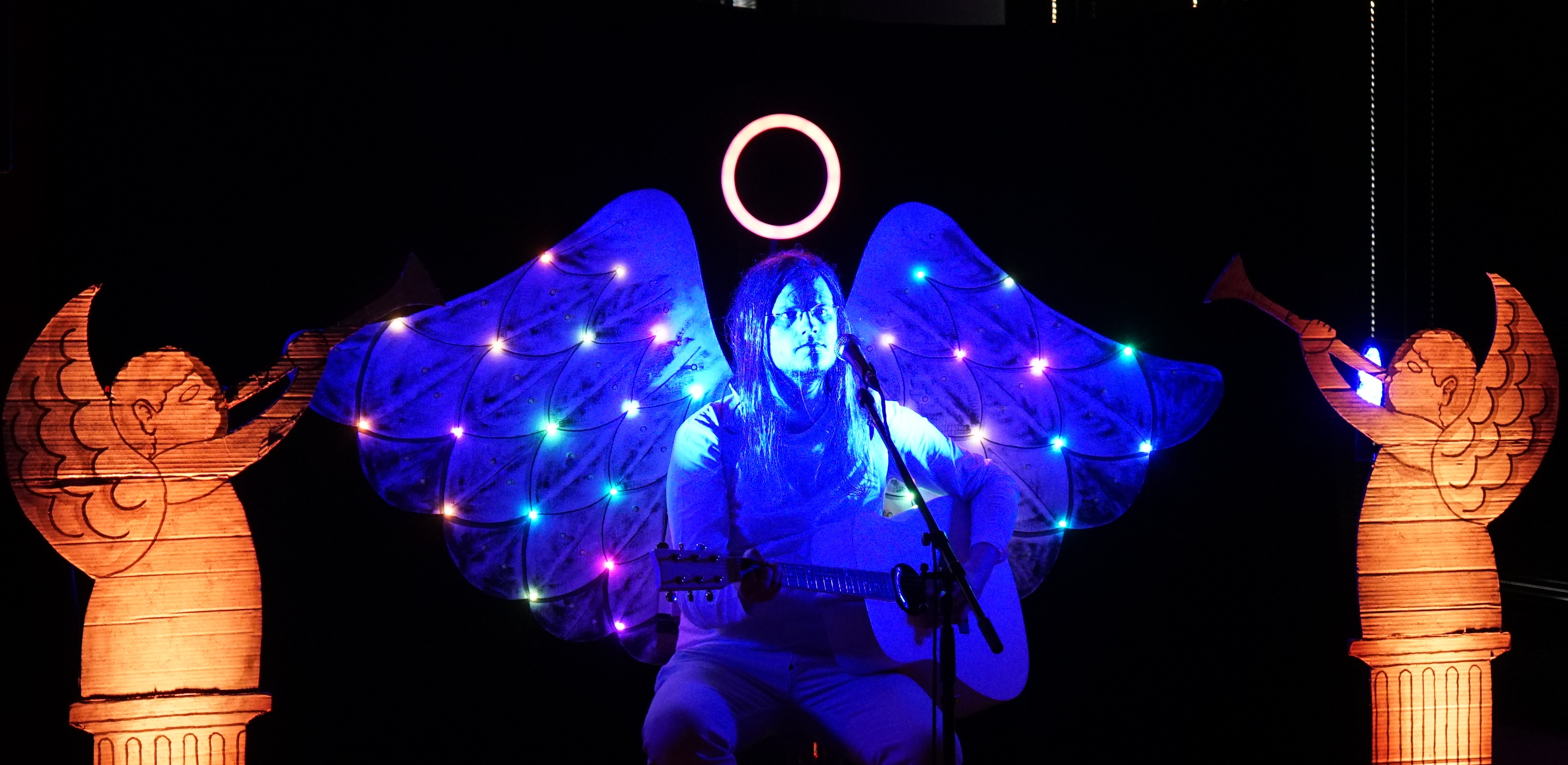
projet Angel.

### Prêt de guitare vintage
La médiathèque Croix-Rouge offre la possibilité aux abonnés de plus de 12 ans d’emprunter une guitare vintage avec amplis et effets. 13 guitares datant des années 60 à 70 sont proposées.

## Œuvre d'art

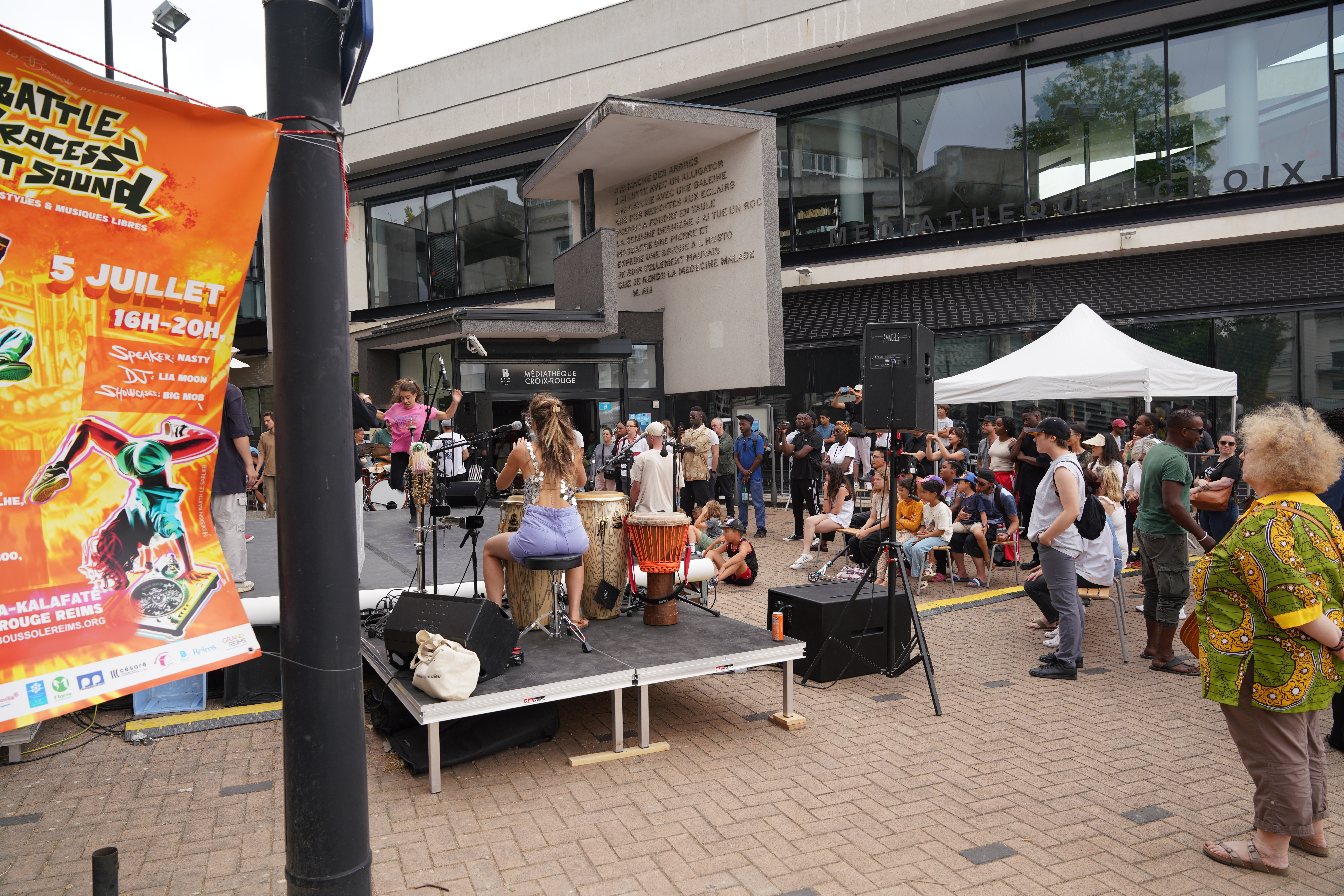
Animation sur le parvis Miloud Adda-Kalafate.

A l’extérieur de la médiathèque, une œuvre des artistes Sylvain Grout et Yann Mazéas, J’ai maché des arbres… est visible au dessus de l'entrée dans la médiathèque.